# Байкатмахі
Байкатмахі (рос. Байкатмахи) — село Акушинського району, Дагестану Росії. Входить до складу муніципального утворення Сільрада Дубрімахінська.
Населення — 148 (2010).

## Населення
За даними перепису населення 2002 року в селі мешкало 116 осіб. У тому числі 56 (48,28 %) чоловіків та 60 (51,72 %) жінок.
Переважна більшість мешканців — даргинці (99 % усіх мешканців). У селі переважає північнодаргинська мова.